# Clematis tunisiatica
Espèce
Clematis tunisiatica est une espèce de plantes de la famille des Ranunculaceae endémique de la Tunisie.